# Calarcá

Localização do município de Calarcá no departamento de Quindío

Bandeira de Calarcá

Calarcá é um município e cidade da Colômbia, localizado na parte leste do departamento de Quindío. Fica a 4km à leste de Armênia, a capital do departamento. É conhecida pelo apelido de La Villa del Cacique ("A Vila do Cacique").
Em 2005 sua população era estimada em 82 400 habitantes, com 62 100 habitantes residindo na zona urbana. O município possui uma área de 219,23km², sendo 2,44km² de área urbana e 216,79km² de área rural.
Fundado em 1886 por colonos, se converteu em um pólo de desenvolvimento cafeteiro e comercial.
Calarcá limita-se ao norte, com o município de Salento; à leste, com Cajamarca; ao sul, com Córdoba, Buenavista, Pijao e Caicedonia; e à oeste com os municípios de La Tebaida e Armênia.

## Geografia
Conta com altitudes que variam desde 1000m acima do nível do mar, na confluência dos rios Quindío e Barragán, até 3667m acima do nível do mar, no Alto de “El Campanario”. A cidade se encontra a uma altura médio de 1536m acima do nível do mar.
Sua temperatura média é de 20º C. A pluviosidade varia entre os 1700 e 2400mm anuais. A umidade relativa do ar é alta e estável, sendo aproximadamente de 85%.